# Mundo da Ciência Telus, Calgary

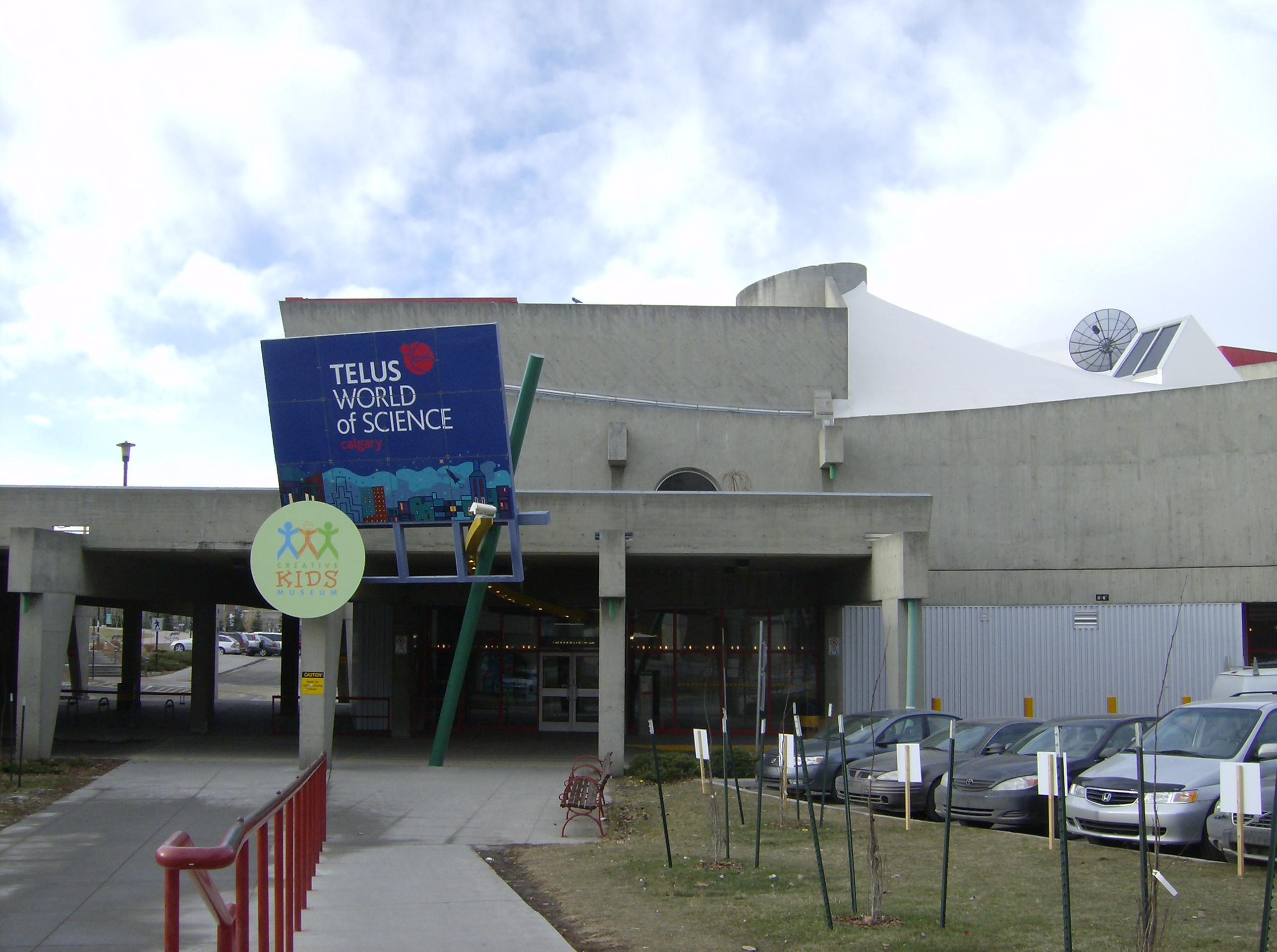
Entrada

O Mundo da Ciência Telus (no inglês original:Telus World of Science) é um museu de ciência e planetário na cidade de Calgary, Alberta, Canadá. Abriu em 27 de Abril de 2005. Era anteriormente chamada Centro de Ciência de Calgary e foi renomeada com o actual nome devido à doação de nove milhões de dólares de uma companhia de telecomunicações canadiana, a Telus.
O centro é famoso no Canadá oeste e é um dos maiores edifícios deste tipo no Canadá.
Está planeado recolocar o Mundo da Ciência do seu actual edifício na Downtown West End para um novo edifício a norte do Zoo de Calgary, em 2010.

## Exposições/Actividades

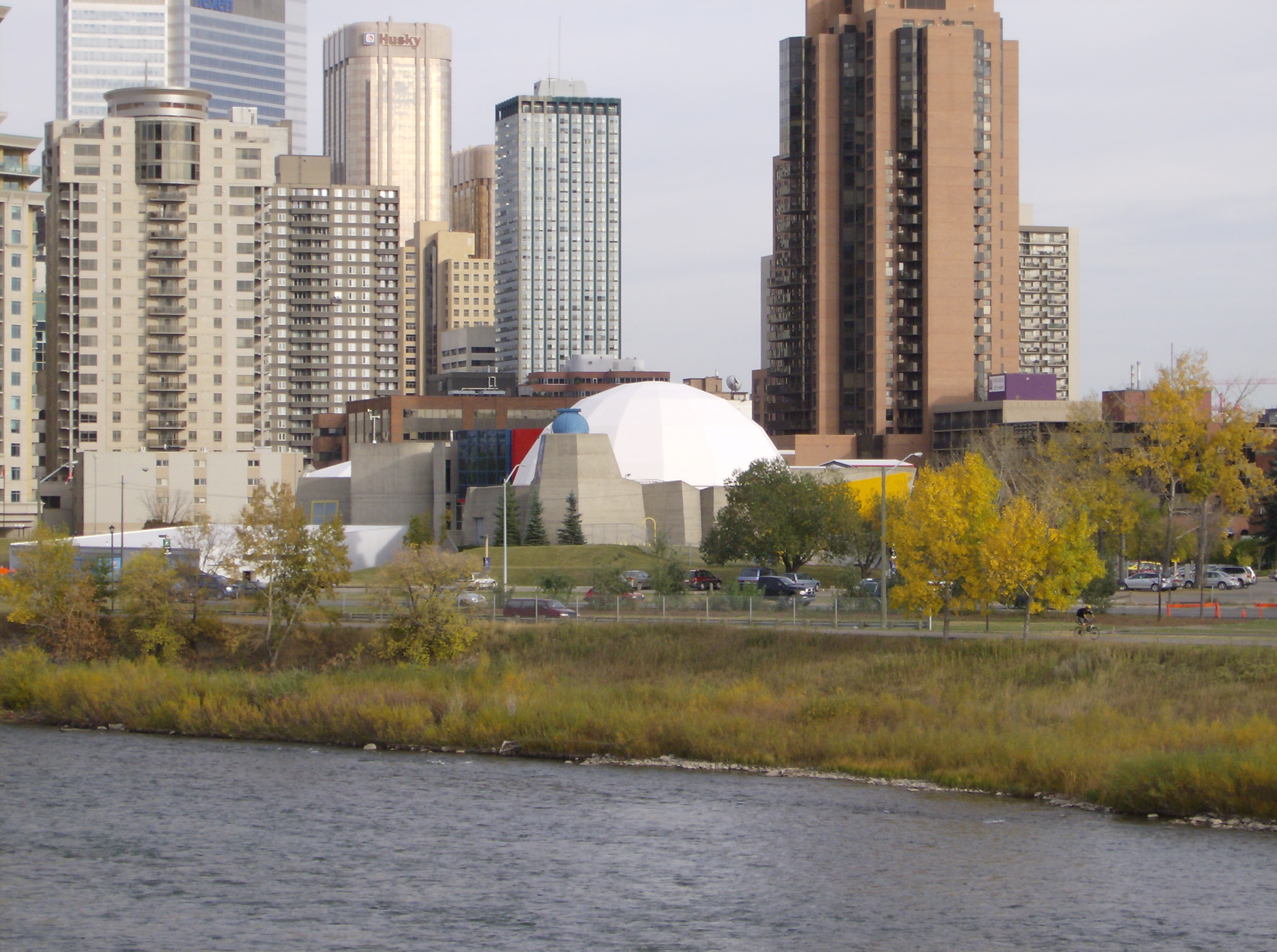
A Discovery Dome

- The Discovery Dome Theatre (O Teatro da Cúpula do Descoberta) - um grande teatro em forma de cúpula cuja função é projectar filmes em estilo-IMAX ou então simular a noite na terra para educação na astronomia.
- Discovery Hall and Circle of Discovery (Sala da Descoberta e Círculo da Descoberta).
- The Amazement Park (O Parque do Espanto).
- LEGO MINDSTORMS Centre (Centro LEGO Mindstorms).
- WOWtown (CidadeUAU).
- Music (Música).
- Creative Kids Museum (Museu das Crianças Creativos).